# Hemming Nilsson
Hemming Nilsson, död 15 maj 1351, på Biskops-Arnö i nuvarande Övergrans församling, Uppsala län, var en svensk präst och ärkebiskop av Uppsala stift från 1341 till sin död 1351.

## Biografi
Hemming Nilsson var troligen bördig från Västmanland, år 1334 var han domprost i Västerås. Han valdes till ärkebiskop i Uppsala den 22 september 1341, men påve Clemens VI bekräftade inte utnämningen förrän den 5 november 1342. Med anledning av kungens förestående resa till Norge insattes han 1344 i den tillförordnade regeringen.
Hemming Nilsson företog omkring år 1346 en lång visitationsresa utefter den norrländska kusten ända till Torneå, där han invigde kyrkogården vid Nedertorneå kyrka och döpte många samer och karelare. Han lät också 1344 skriva ett Registrum Ecclesiæ Upsalensis, som blev stommen till den ärkebiskopskrönika som bevarats från den katolska tiden. Det genom Nilssons försorg tillkomna "Registrum Ecclesiæ Upsalensis" vittnar om att han i sitt ämbete visade mycken drift och klokhet.
Under medeltiden kom Arnö att bli sommarresidens för ärkebiskoparna. Den förste som tycks ha bott där även på vintern var Hemming Nilsson. Här bodde han under det att pesten härjade i Uppsala. År 1350 tog han på Biskops-Arnö emot den ambassad som påven sänt till Sverige för att få ut peterspenningen. Peterspenningen innebär att lekmän inom den romersk-katolska kyrkan bidrar finansiellt till den heliga stolen. Medan det kontinuerliga tiondet går till den lokala församlingen eller stiftet, går peterspenningen direkt till Rom. Nilsson var ärkebiskop från 1341 till sin död 1351. Han avled på ärkebiskopsgården på Biskops-Arnö den 15 maj 1351, fem dagar efter att han skrivit sitt testamente.